# Kandidatenturnier Montpellier 1985
Das Kandidatenturnier Montpellier 1985 war ein Kandidatenturnier des Schachweltverbandes FIDE, das im Oktober/November 1985 in Montpellier stattfand.
Bereits zwischen 1950 und 1962 hatte es fünf Kandidatenturniere gegeben, deren Sieger das Recht erhielten, den Schachweltmeister zu einem Titelkampf herauszufordern. Nach Protest des amerikanischen Weltklassespielers Bobby Fischer, der eine Benachteiligung und Absprachen der sowjetischen Teilnehmer befürchtete, wurden diese Rundenturniere zugunsten von Kandidatenwettkämpfen im K.-o.-Modus abgeschafft. Im Jahr 1985 kehrte die FIDE zur Turnierform zurück, modifizierte sie aber dahingehend, dass die vier Erstplatzierten anschließend noch im K.-o.-Modus einen Sieger ermittelten. Der Sieger trat danach gegen Anatoli Karpow im sogenannten Superfinale an, dessen Gewinner wiederum Weltmeister Garri Kasparow herausfordern durfte (siehe Schachweltmeisterschaft 1987).
Neben den durch die insgesamt drei Interzonenturniere 1985 qualifizierten Spieler waren Viktor Kortschnoi, Zoltán Ribli und Wassili Smyslow als Teilnehmer der Kandidatenwettkämpfe 1983/84 teilnahmeberechtigt. Boris Spasski wurde vom ausrichtenden französischen Verband ausgewählt.
Das Turnier hatte einen Elo-Schnitt von 2587 und war damit ein Turnier der Kategorie 14.
Wegen Punktgleichheit der Plätze vier und fünf wurde ein Stichkampf zwischen Jan Timman und Michail Tal nötig, der im Dezember 1985 stattfand und unentschieden endete. Durch seine leicht bessere Feinwertung zog schließlich Timman in die K.-o.-Wettkämpfe ein.

## Abschlusstabelle
| Platz | Name                | Elo  | 01 | 02 | 03 | 04 | 05 | 06 | 07 | 08 | 09 | 10 | 11 | 12 | 13 | 14 | 15 | 16 | Punkte |
| ----- | ------------------- | ---- | -- | -- | -- | -- | -- | -- | -- | -- | -- | -- | -- | -- | -- | -- | -- | -- | ------ |
| 1.    | Artur Jussupow      | 2600 |    | 0  | 1  | ½  | ½  | 1  | ½  | ½  | ½  | ½  | ½  | ½  | ½  | 1  | 1  | ½  | 9      |
| 2.    | Rafael Vaganian     | 2625 | 1  |    | ½  | 0  | ½  | 0  | ½  | ½  | ½  | ½  | ½  | 1  | 1  | ½  | 1  | 1  | 9      |
| 3.    | Andreï Sokolov      | 2555 | 0  | ½  |    | ½  | ½  | 0  | ½  | 1  | ½  | ½  | ½  | 1  | 1  | 1  | ½  | 1  | 9      |
| 4.    | Jan Timman          | 2640 | ½  | 1  | ½  |    | ½  | 1  | ½  | ½  | ½  | 1  | 1  | 0  | ½  | ½  | ½  | 0  | 8½     |
| 5.    | Michail Tal         | 2565 | ½  | ½  | ½  | ½  |    | ½  | ½  | ½  | 1  | 0  | ½  | ½  | 1  | 1  | ½  | ½  | 8½     |
| 6.    | Boris Spasski       | 2590 | 0  | 1  | 1  | 0  | ½  |    | ½  | ½  | ½  | 1  | ½  | ½  | ½  | ½  | 1  | 0  | 8      |
| 7.    | Alexander Beliavsky | 2640 | ½  | ½  | ½  | ½  | ½  | ½  |    | 0  | ½  | ½  | 1  | ½  | ½  | ½  | ½  | 1  | 8      |
| 8.    | Wassili Smyslow     | 2595 | ½  | ½  | 0  | ½  | ½  | ½  | 1  |    | ½  | ½  | ½  | ½  | ½  | ½  | 0  | 1  | 7½     |
| 9.    | Alexander Csernyin  | 2560 | ½  | ½  | ½  | ½  | 0  | ½  | ½  | ½  |    | ½  | ½  | ½  | ½  | ½  | ½  | 1  | 7½     |
| 10.   | Yasser Seirawan     | 2570 | ½  | ½  | ½  | 0  | 1  | 0  | ½  | ½  | ½  |    | 1  | ½  | 0  | ½  | ½  | ½  | 7      |
| 11.   | Nigel Short         | 2575 | ½  | ½  | ½  | 0  | ½  | ½  | 0  | ½  | ½  | 0  |    | 1  | ½  | 1  | ½  | ½  | 7      |
| 12.   | Lajos Portisch      | 2625 | ½  | 0  | 0  | 1  | ½  | ½  | ½  | ½  | ½  | ½  | 0  |    | 1  | 0  | ½  | 1  | 7      |
| 13.   | Viktor Kortschnoi   | 2630 | ½  | 0  | 0  | ½  | 0  | ½  | ½  | ½  | ½  | 1  | ½  | 0  |    | ½  | 1  | ½  | 6½     |
| 14.   | Zoltán Ribli        | 2605 | 0  | ½  | 0  | ½  | 0  | ½  | ½  | ½  | ½  | ½  | 0  | 1  | ½  |    | 1  | ½  | 6½     |
| 15.   | Jesús Nogueiras     | 2545 | 0  | 0  | ½  | ½  | ½  | 0  | ½  | 1  | ½  | ½  | ½  | ½  | 0  | 0  |    | 1  | 6      |
| 16.   | Kevin Spraggett     | 2550 | ½  | 0  | 0  | 1  | ½  | 1  | 0  | 0  | 0  | ½  | ½  | 0  | ½  | ½  | 0  |    | 5      |

## Stichkampf Timman – Tal
| Name        | 1 | 2 | 3 | 4 | 5 | 6 | Punkte |
| ----------- | - | - | - | - | - | - | ------ |
| Jan Timman  | ½ | 1 | ½ | ½ | 0 | ½ | 3      |
| Michail Tal | ½ | 0 | ½ | ½ | 1 | ½ | 3      |